# 빅 윌리스

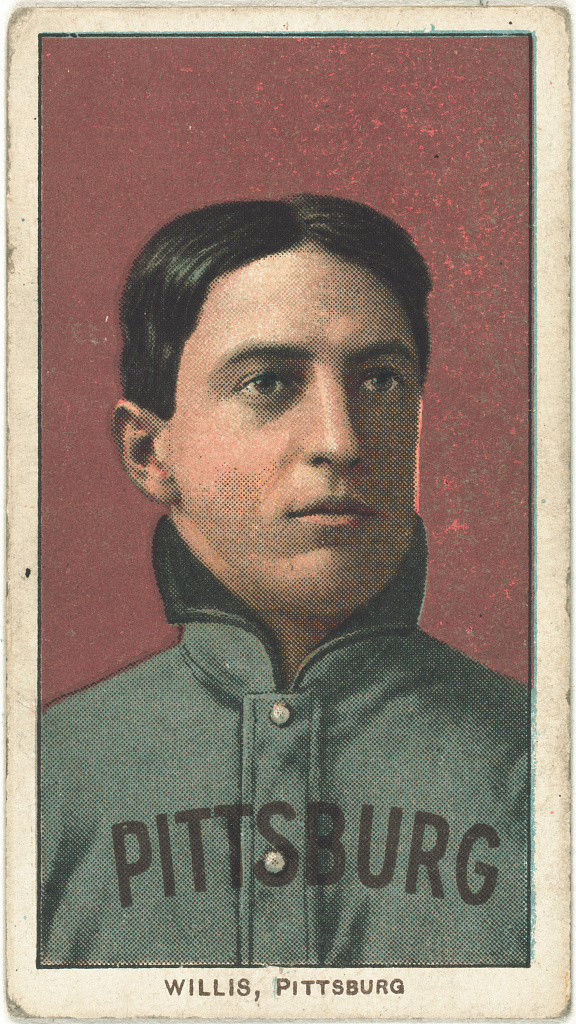
1909년 야구 카드

빅 윌리스(Vic Willis, 본명: 빅터 가자웨이 윌리스, Victor Gazaway Willis, 1876년 4월 12일 – 1947년 8월 3일)는 미국 메이저 리그 베이스볼(MLB) 투수였다. 그는 1898년부터 1910년까지 내셔널 리그 (야구)(NL)에서 13시즌 동안 보스턴 비이터스, 피츠버그 파이리츠, 세인트 루이스 카디널스에서 활약했다. 윌리스는 통산 513경기에서 3,996이닝을 던졌고 249-205의 승패 기록을 세웠다. 388경기 완패, 50경기 무실점, 평균자책점(ERA) 2.63을 기록했다. "델라웨어 복숭아"라는 별명을 가진 그는 1995년 미국 야구 명예의 전당에 헌액되었다.

## 이후의 삶
야구에서 은퇴한 후 윌리스는 델라웨어 주 뉴어크에 있는 호텔인 워싱턴 하우스를 구입하여 운영했다. 윌리스는 1947년에 사망하여 뉴어크의 세인트 존 묘지에 안장되었다.
1977년에 그는 델라웨어 스포츠 명예의 전당에 헌액되었다. 1995년에 미국 야구 명예의 전당에 헌액되었다.